# ألكسندر كريفوروشكو
ألكسندر كريفوروشكو (الروسية: Криворучко, Александр Юрьевич) (23 سبتمبر 1984 بموسكو في روسيا - ) هو لاعب كرة قدم روسي في مركز حراسة المرمى. لعب مع أنجي محج قلعة وتوم تومسك ولوكوموتيف موسكو ونادي أورينبورغ وفاكل فارونيش ‏ وسليوت بيلغورود ‏ وFC Vityaz Podolsk ‏ وFC SOYUZ-Gazprom Izhevsk ‏ وFC Kazanka Moscow ‏ وسبارتاك نالتشيك.

## وصلات خارجية
- ألكسندر كريفوروشكو على موقع قاعدة بيانات كرة القدم.إي يو (الإنجليزية)